# Sant Ignasi de Cervera
Sant Ignasi de Cervera és una església barroca de Cervera (Segarra) protegida com a Bé Cultural d'Interès Local.

## Descripció
Situada al carrer Major, nucli antic del municipi. Edifici entre mitgeres, d'una sola nau amb capelles laterals i capçalera semicircular. La coberta és a dos vessants amb carener perpendicular a la façana principal, més alta a la nau i més baixa als laterals que a més, compta amb contraforts. El parament és a base de maçoneria i es presenta arrebossat i pintat. A la zona de la capçalera, només visible des del pati interior del Col·legi Major dels Jesuïtes, el parament és a la vista i s'hi alça un tester amb coronament mixtilini, còncau-convex típic del barroc. Aquest desenvolupament es dona per compensar la manca de perspectiva i poques possibilitats que ofereix la façana del carrer Major, que té un òcul i la porta d'accés amb frontó i entaulament d'estil neoclàssic reposant sobre dues pilastres. Pel que fa a l'espai interior de l'església, la nau està coberta per tres trams de volta de canó amb llunetes i l'espai del presbiteri amb una gran petxina. A més, hi ha tres tribunes per banda, dues de les quals corresponen amb les dues capelles laterals, al seu torn obertes mitjançant arcs rebaixats i balconades. Les darreres tribunes s'obren a l'alçada del presbiteri, seguint l'eix de la porta de les sagristies situades a cada banda de l'altar, que és elevat per esglaons. Davant l'altar, disposat a un nivell superior, hi ha un cor elevat decorat amb una gran balustrada que s'obre a la nau.
Les capelles laterals estan cobertes amb volta d'aresta, decorada a la part central amb plafons de guix decorats amb motius emblemàtics de l'orde i motllures simples. De les quatre capelles destaca la capella de la Immaculada o de la Mare de Déu de l'Incendi, d'estil rococó, poc freqüent al municipi. La capella, visible exteriorment des de la part posterior del Col·legi Major dels Jesuïtes, és de secció quadrangular i està coberta amb una teulada de doble vessant. Al centre del cobert hi ha un cimbori octogonal, amb vuit finestrals separats per pilastres responent a la cúpula de l'interior de la capella. Tanmateix, es conserva part del paviment de rajoles vidriades amb representació de lliris i el parament amb treballs d'estucs.

## Història
L'església de Sant Ignasi es va construir perquè l'anterior que hi havia edificada, dedicada a Sant Bernat, que va quedar petita i amb mal estat. De fet, la portalada de pedra d'arc de mig punt adovellat amb guardapols junt amb el finestral ogival podria correspondre a l'església de Sant Bernat del segle XIV. En aquest espai, abans de la construcció del conjunt jesuític, s'hi van reunir les corts catalanes, presidides pel rei Pere el Cerimoniós, l'any 1359. I l'any 1452, els Reis Catòlics, Ferran d'Aragó i Isabel de Castella, hi signaren els capítols matrimonials.
La construcció de la nova església fou una iniciativa promoguda pel jesuïta Pere Ferrussola, i la celebració de col·locació de la primera pedra fou l'any 1752. La construcció, documentada entre els anys 1756 i 1761, també incorporà la capella de la Immaculada, que havia funcionat com a capella independent.